# 柘溪水库
柘溪水库位于中国湖南省安化县，为截流资江所形成的大型水库。水库总库容35.7亿立米，正常水位169.5米，相应库容30.2亿立米，死水位144米，有效库容22.58亿立米，库容系数0.12，为不完全年调节水库。
大坝为混凝土单支墩大头与宽缝重力坝，全长330米，最大坝高104米，坝顶高程174米。
1958年7月开工，1961年2月蓄水，1962年1月投产发电。电站装机容量44.75万千瓦。